# Пигановичі (зупинний пункт)
Пигановичі (біл. Пігановічы) — зупинний пункт Берестейського відділення Білоруської залізниці в Дорогичинському районі Берестейської області. Розташований у селі Пигановичі на лінії Лунинець — Жабинка між зупинними пунктами Орловичі та Вулька-Антопільська.